# SHOUTcast
SHOUTcast is een plug-in voor Winamp waarmee de gebruiker van Winamp muziek of video kan ontvangen of uitzenden. Door het downloaden van de SHOUTcast plug-in en de server, kun je anderen op je eigen stream af laten stemmen, om zo zelf een radiozender te starten.

## Muziek ontvangen
Muziek (en eventueel video) die uitgezonden wordt door SHOUTcast kan ontvangen en afgespeeld worden door verschillende mediaspelers:
- foobar2000
- MediaMonkey
- VLC Media Player
- Winamp

Door de mediaspeler van voorkeur af te stemmen op een dergelijke SHOUTcastzender, ontvangt de luisteraar een muziek- of videostream. Hierdoor kan beeld en geluid worden afgespeeld, zonder dat het volledige muziek- of videobestand eerst moet worden gedownload.
Dit is mogelijk dankzij een zogenaamde buffer, die volloopt met muziek (en video). Bij het ontvangen van een stream wordt contact gezocht met de aanbieder. Er wordt dan een stukje muziek of video gedownload in de buffer en afgespeeld. De buffer loopt tijdens het afspelen leeg, waardoor ruimte is voor nieuw materiaal.
Bij een redelijke internetverbinding merk je dit niet en kun je zonder haperingen binnen enkele seconde afstemmen op een muziek- of videostream.

## Zelf uitzenden met SHOUTcast
Om zelf muziek uit te zenden met SHOUTcast is een programma benodigd zoals Winamp, in combinatie met de SHOUTcast DSP plug-in. Winamp en de DSP plug-in versturen de muziek naar een server, waarop luisteraars afstemmen. Je kunt een server huren of je eigen computer als server gebruiken. Voor dat laatste is nog een stukje extra software nodig, namelijk de SHOUTcast WIN32 Console/GUI server.

## Systeemvereisten
SHOUTcast draait via Winamp op Windows 95 of hoger (zoals 98, ME, 2000, XP en Vista) en zowel op 32 als op 64 bit Windows besturingssystemen.
Tevens onder Linux.